# Claudia Sainte-Luce

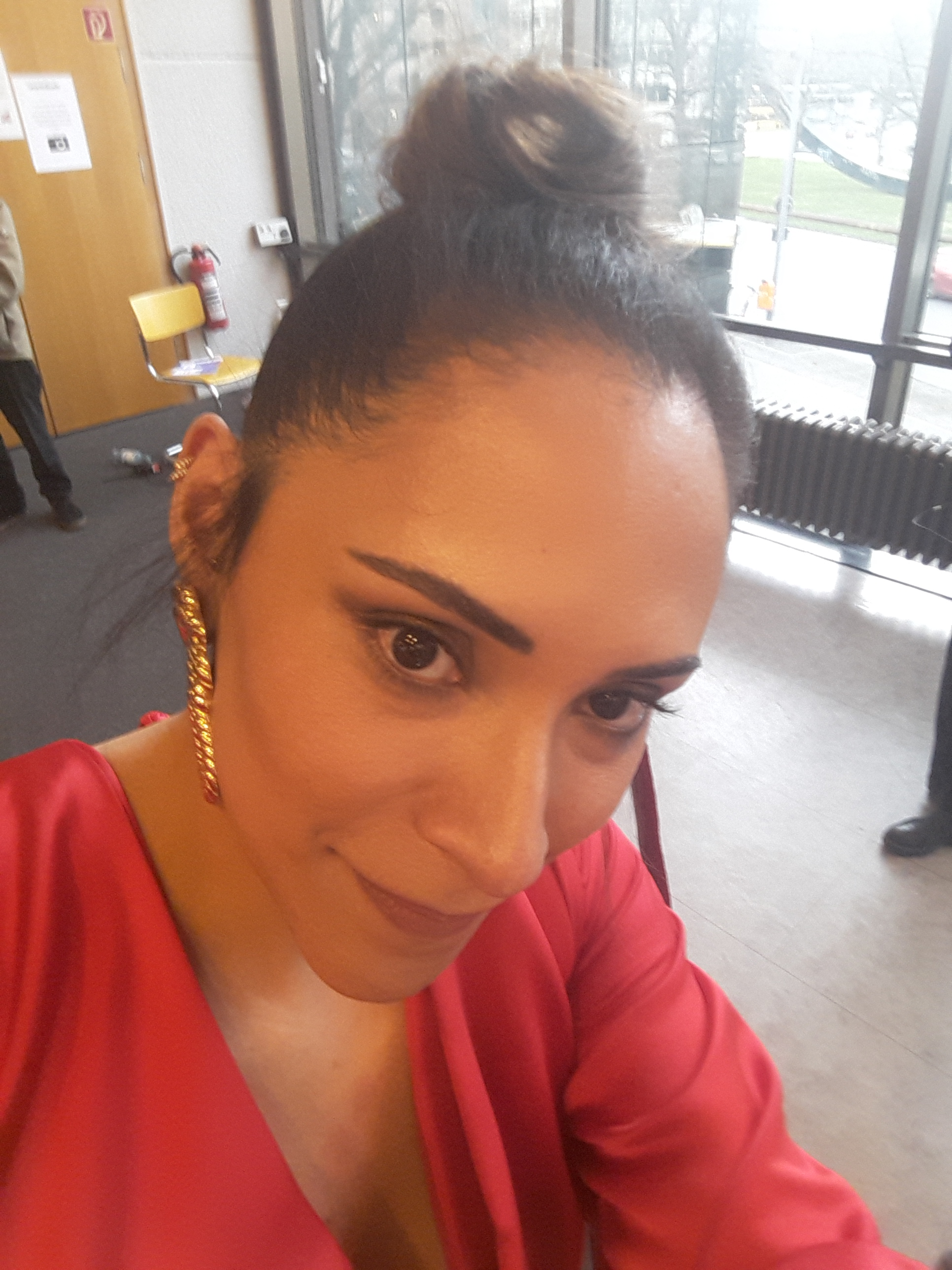
Claudia Sainte-Luce (2022)

Claudia Sainte-Luce (* 1982 in Veracruz) ist eine mexikanische Autorin, Schauspielerin und Filmemacherin.
Sainte-Luce studierte Bildende Kunst an der Universität Guadalajara und begann nach einigen Kurzfilmen und Arbeiten als Regieassistentin ihre eigenen Drehbücher zu schreiben. Ihr Langfilmdebüt Der wundersame Katzenfisch (Los insólitos peces gato) lief 2013 auf den Filmfestivals in Locarno und Toronto und startete 2014 in den deutschen Kinos.
Ihr vierter Spielfilm El reino de dios erhielt 2022 eine Einladung für die 72. Berlinale in der Sektion „Generation“.

## Filmografie
- 2013: Los insólitos peces gato (The Amazing Catfish)
- 2016: La caja vacía (The Empty Box)
- 2021: El camino de Sol (Sol’s Journey)
- 2021: La isla de sacrificios (The Island of Sacrifices; Kurzfilm)
- 2022: El reino de dios (The Realm of God)